# Kroatiska alfabetet
Kroatiska alfabetet är en variant av det latinska alfabetet som skapades för att användas i det kroatiska språket. Alfabetet uppfanns av kroaten Ljudevit Gaj och används även i bosniska, serbiska och montenegrinska då de två sistnämnda inte skrivs med serbiska alfabetet som är en variant av det kyrilliska alfabetet. Även serbokroatiska använde sig av Gajs alfabet. Slovenskan använder sig av en modifierad form av alfabetet. 
Det kroatiska alfabetet använder sig av följande 30 bokstäver: 
| Bokstav | IPA  | Bokstav | IPA | Bokstav | IPA |
| ------- | ---- | ------- | --- | ------- | --- |
| A, a    | /a/  | G, g    | /g/ | O, o    | /o/ |
| B, b    | /b/  | H, h    | /x/ | P, p    | /p/ |
| C, c    | /ts/ | I, i    | /i/ | R, r    | /r/ |
| Č, č    | /tʃ/ | J, j    | /j/ | S, s    | /s/ |
| Ć, ć    | /tɕ/ | K, k    | /k/ | Š, š    | /ʃ/ |
| D, d    | /d/  | L, l    | /l/ | T, t    | /t/ |
| Dž, dž  | /dʒ/ | Lj, lj  | /ʎ/ | U, u    | /u/ |
| Đ, đ    | /dʑ/ | M, m    | /m/ | V, v    | /ʋ/ |
| E, e    | /e/  | N, n    | /n/ | Z, z    | /z/ |
| F, f    | /f/  | Nj, nj  | /ɲ/ | Ž, ž    | /ʒ/ |

Notera att bokstäverna Dž, Lj och Nj är digrafer men skrivs alltid tillsammans och anses vara enskilda bokstäver.